# Santa Venerina
Santa Venerina ist eine Stadt  und Gemeinde der Metropolitanstadt Catania in der Region Sizilien in Italien mit 8424 Einwohnern (Stand 31. Dezember 2023).

## Lage und Daten
Santa Venerina liegt 31 Kilometer nördlich von Catania am Osthang des Ätnas. Die Einwohner arbeiten hauptsächlich in der Landwirtschaft und in der Produktion von Spirituosen, unter anderem Likören.
Die Nachbargemeinden sind Acireale, Giarre und Zafferana Etnea.

## Geschichte
Die Entdeckung einiger Gold- und Silbermünzen haben belegt, dass der Ort schon zu Zeiten der Römer bewohnt war. In byzantinischer Epoche wurde die Kirche Santo Stefano erbaut mit einer Drei-Chor-Anlage. Unter der Herrschaft der Normannen (1064 bis 1194) kamen die Mönche des Benediktinerordens nach Santa Venerina. Der Name Santa Venerina ist aus Urkunden des 14. Jahrhunderts belegt.

## Sehenswürdigkeiten
- Pfarrkirche Santa Venera eingeweiht 1749. 1754 wurde die Kirche mit vier Seitenkapellen erweitert. Der Maler Alessandro Vasta aus Acireale, hat die Fresken in dieser Kirche ausgeführt. Der Kirchturm wurde Opfer der späteren Erdbeben und wird jetzt in Beton und Stahl ausgeführt.
- Kirche del Sacro Cuore (Hl. Herz), klassizistisch erbaut zwischen 1875 und 1878 von Giovanni Privitera

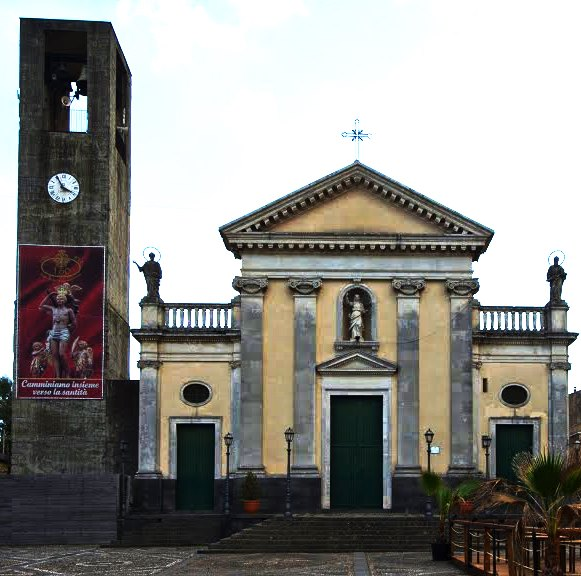
Chiesa Madre Santa Venera
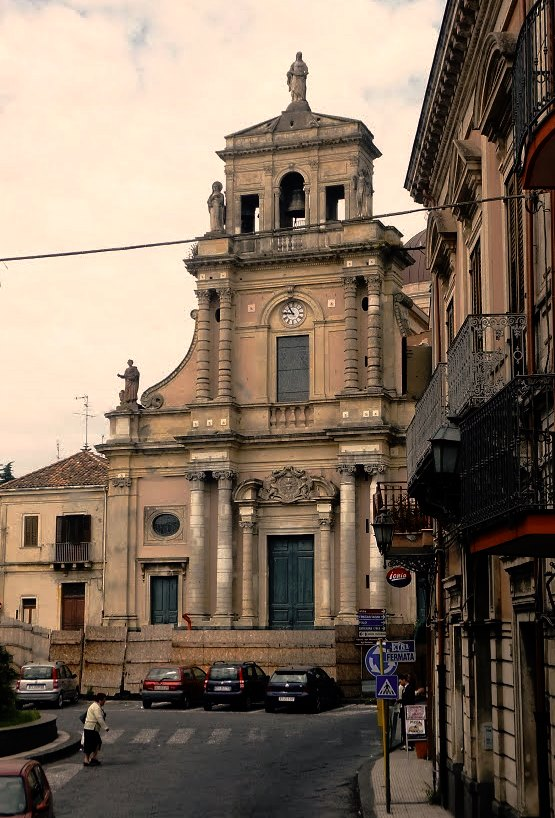
Chiesa del Sacro Cuore (2000)
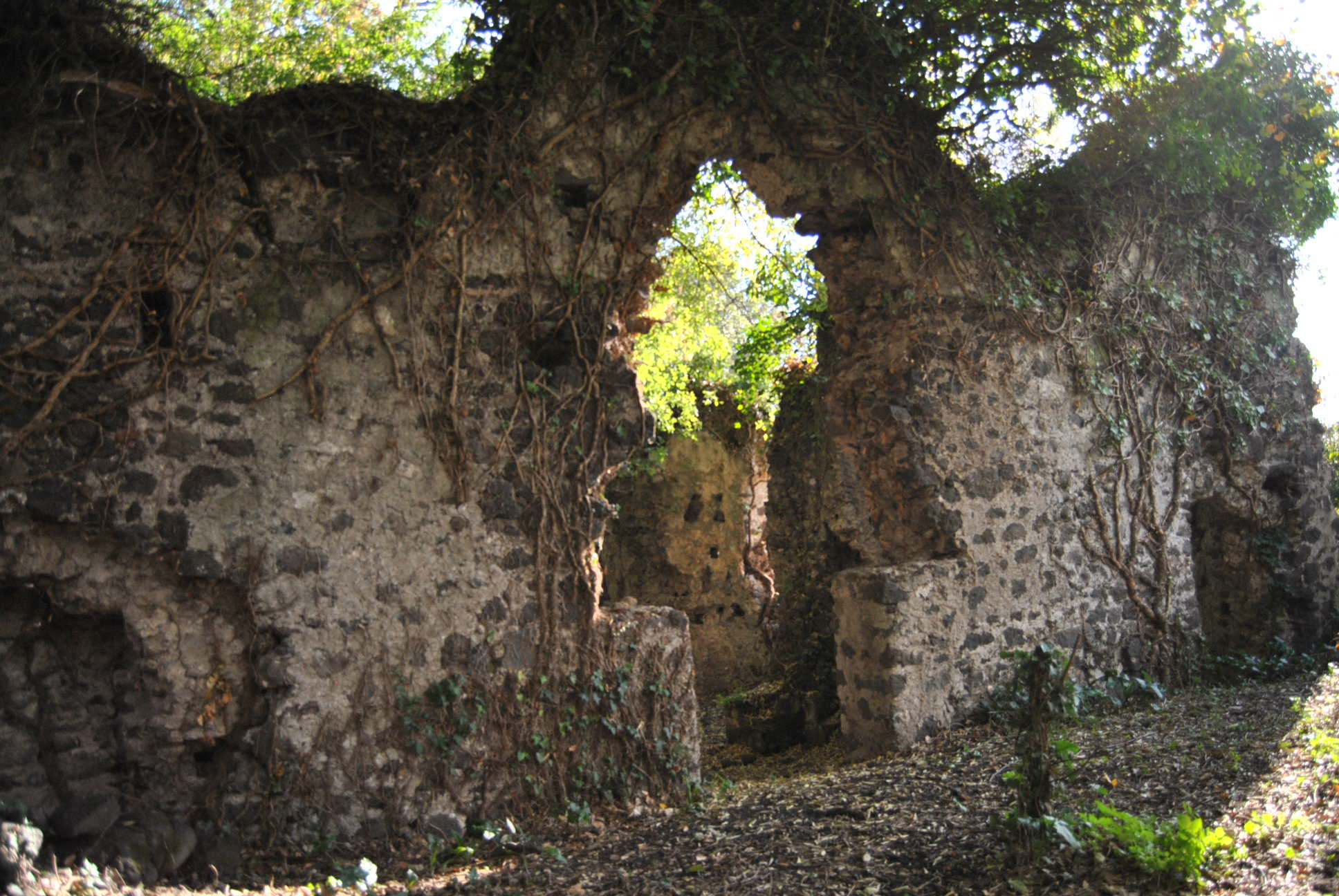
Santo Stefano in Dagala del Re
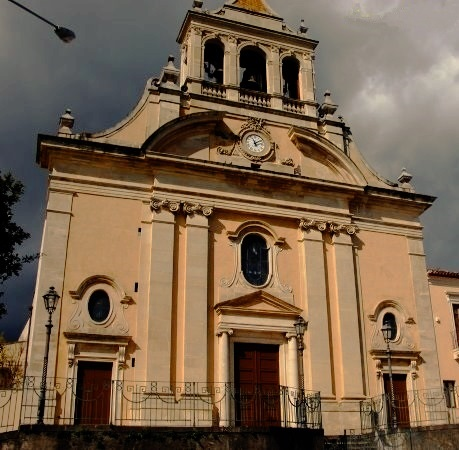
Chiesa Immacolata in Dagala del Re
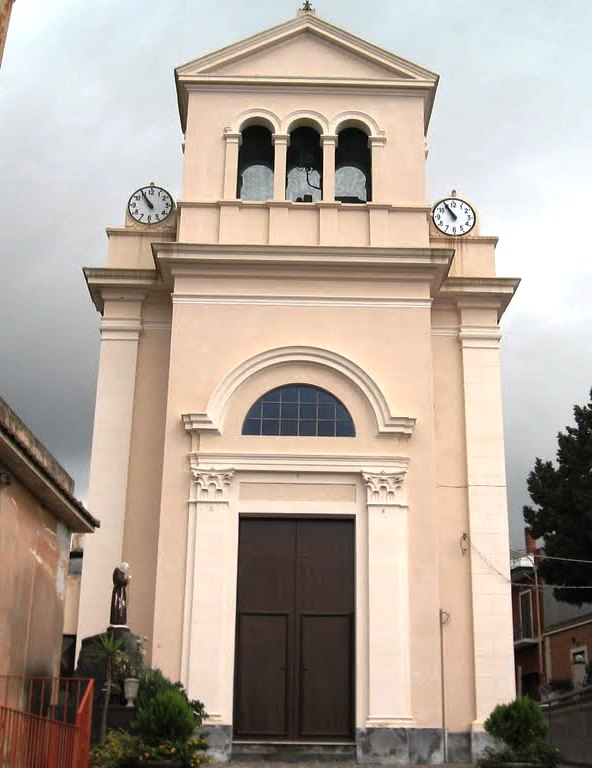
Chiesa Maria Santissima in Linera

### In den zu Santa Venerina gehörenden Ortschaften
- Reste der Kirche di Santo Stefano, byzantinisch erbaut und erweitert zwischen dem 6. und 9. Jahrhundert, in der Fraktion Dagala del Re
- Der Ort Dagala del Re ist im 13. Jahrhundert entstanden. Die Pfarrkirche Immacolata Concezione wurde 1843 erbaut.
- Der Ort Bongiardo wurde 1723 gegründet, und hat als Sehenswürdigkeiten die Kirche S. Maria del Carmelo und delle Anime Purganti aufzuweisen.
- Im Ort Monacella wurde die Kirche von Monacella Immacolata Concezione 1788 geweiht.